# Chaetodon decussatus
Chaetodon decussatus es una especie de pez mariposa marino de la familia Chaetodontidae.
Su nombre más común en inglés es Indian vagabond butterflyfish, o pez mariposa vagabundo indio. Es una especie generalmente común, especialmente en los arrecifes de Sri Lanka.

## Morfología
Posee la morfología típica de su familia, cuerpo ovalado, cuadrangular con las aletas dorsal y anal extendidas, y comprimido lateralmente. 
La coloración general del cuerpo es blanca, con un patrón de líneas diagonales, unas ascendentes y otras descendentes, recubriendo el cuerpo. Tiene una banda negra que le cubre el ojo. La parte posterior del cuerpo, y de las aletas dorsal y anal, son negras. La aleta caudal es amarilla, y tiene una banda submarginal negra.
Tiene 13 espinas dorsales, entre 24 y 25 radios blandos dorsales, 3 espinas anales, y 20-21 radios blandos anales. 
Alcanza los 20 cm de largo.

## Alimentación
Se alimenta de pólipos de coral, algas y pequeños invertebrados marinos.

## Reproducción
Son dioicos, o de sexos separados, ovíparos, y de fertilización externa. El desove sucede antes del anochecer. Forman parejas durante el ciclo reproductivo, pero no protegen sus huevos y crías después del desove.

## Hábitat y comportamiento
Especie asociada a arrecifes. Habita arrecifes, tanto rocosos, como coralinos, y áreas de escombros. Con frecuencia en aguas túrbias. Normalmente los juveniles ocurren solitarios, y los adultos en parejas.
Su rango de profundidad está entre 1 y 30 metros, aunque otras fuentes lo extienden a 40 m.

## Distribución geográfica
Se distribuye en aguas tropicales y subtropicales del océano Indo-Pacífico. Es especie nativa de Australia; Bangladés; Birmania; India; Indonesia; Malasia; Maldivas; Omán; Pakistán; Singapur; Somalia; Sri Lanka; Tailandia y Yemen.

## Galería

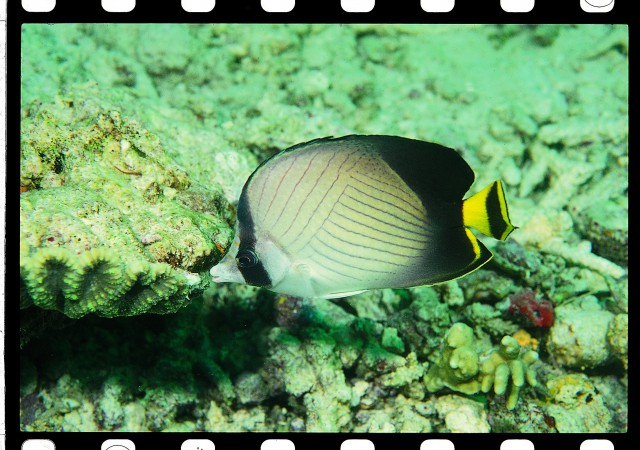
Ejemplar en Tailandia
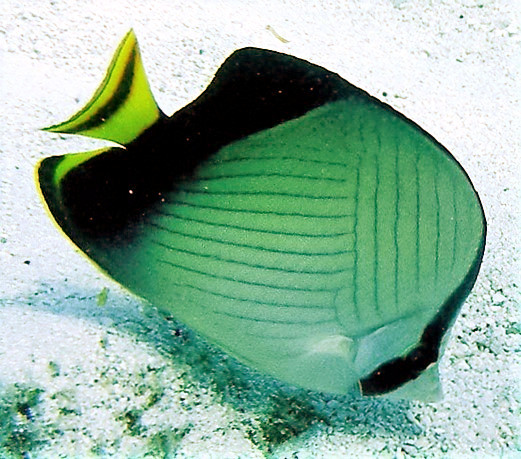
C. decussatus, India, isla Kavaratt , Lakshadweep.
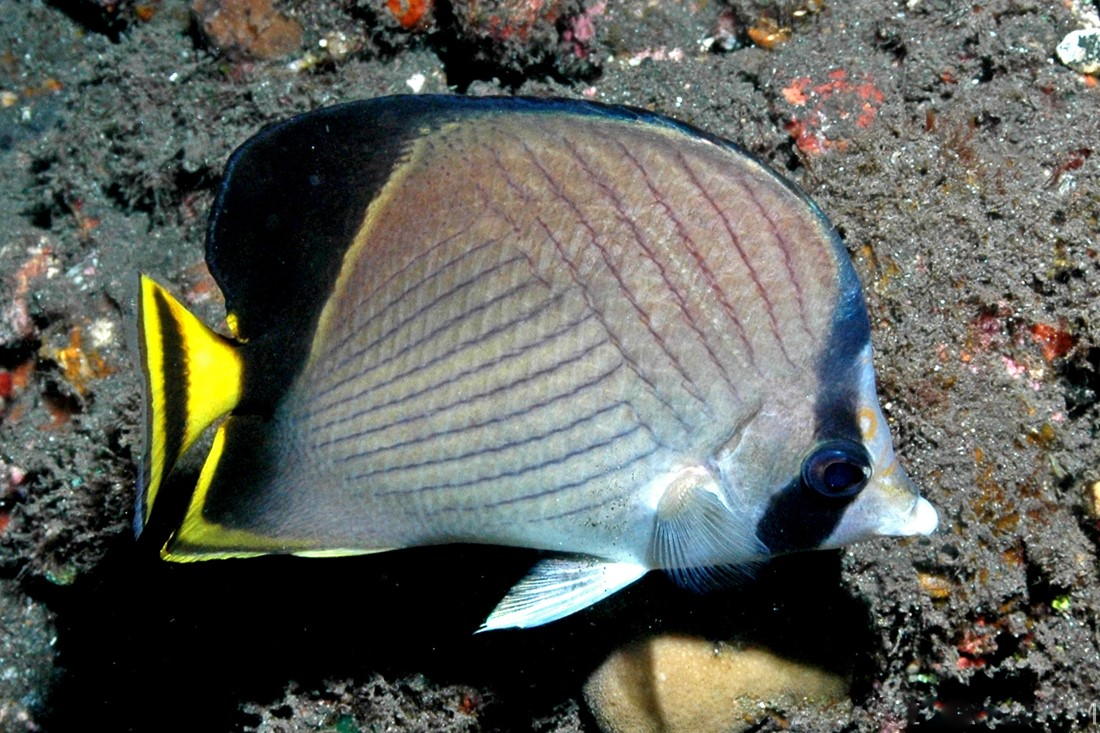
En Tulamben, Bali, Indonesia
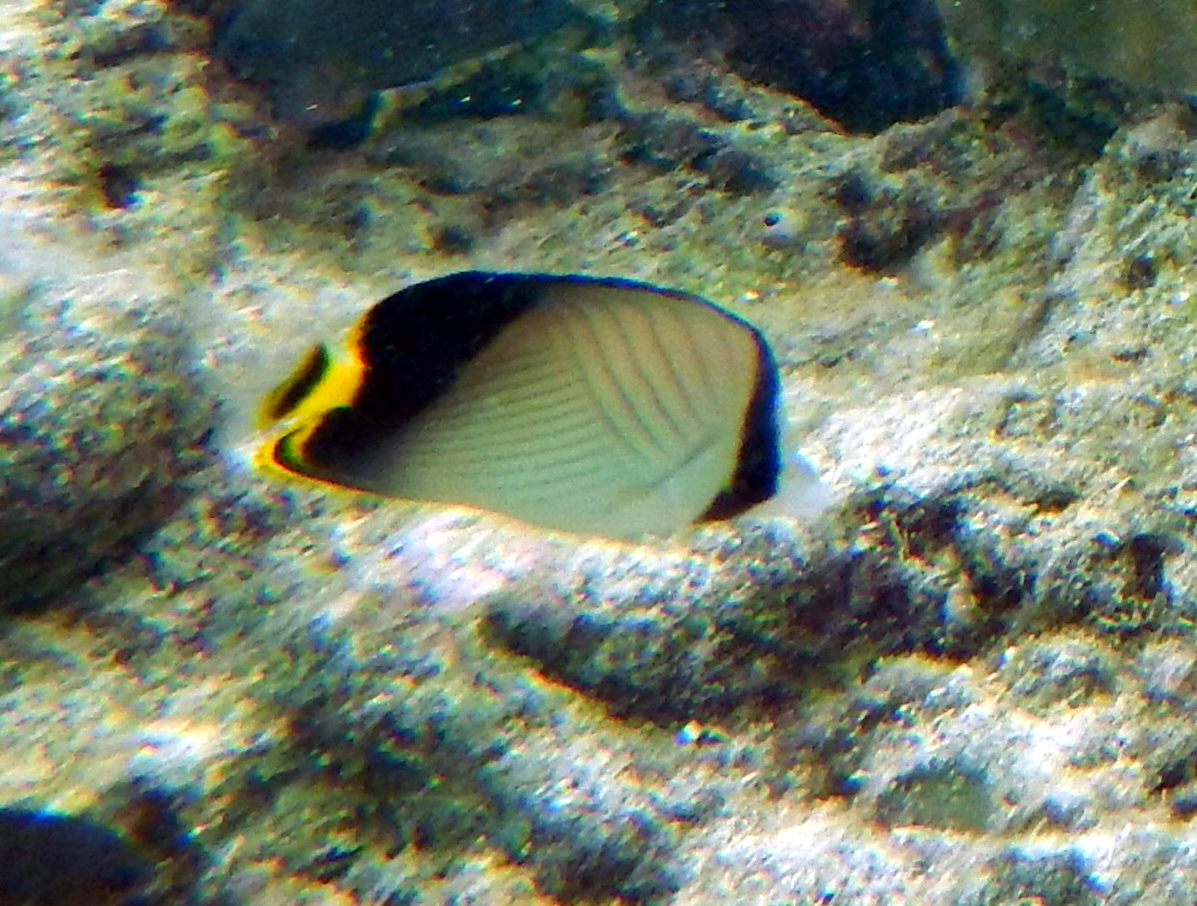
En Landaagiraavaru, atolón Baa
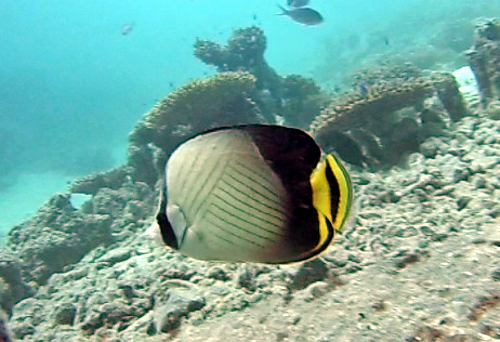
Ejemplar en el atolón Baa, Maldivas